# Champa Devi Shukla
Champa Devi Shukla est une activiste indienne. Elle a obtenu, avec Rashida Bee, en 2004 le Prix Goldman pour l'environnement. Elles se sont toutes les deux battues pour faire condamner les responsables de la catastrophe de Bhopal.